# 오수항
오수항은 경상남도 거제시 거제면 오수리에 있는 어항이다. 2002년 2월 3일 어촌정주어항으로 지정되었으며, 관리청과 시설관리자는 거제시장이다.

## 어항 시설
- 선착장 35m, 물양장 1,800m2

## 주요 어종
- 멸치, 굴, 장어, 보리새우 등

## 관련 축제
- 거제섬꽃축제